# اولکس فرنگی

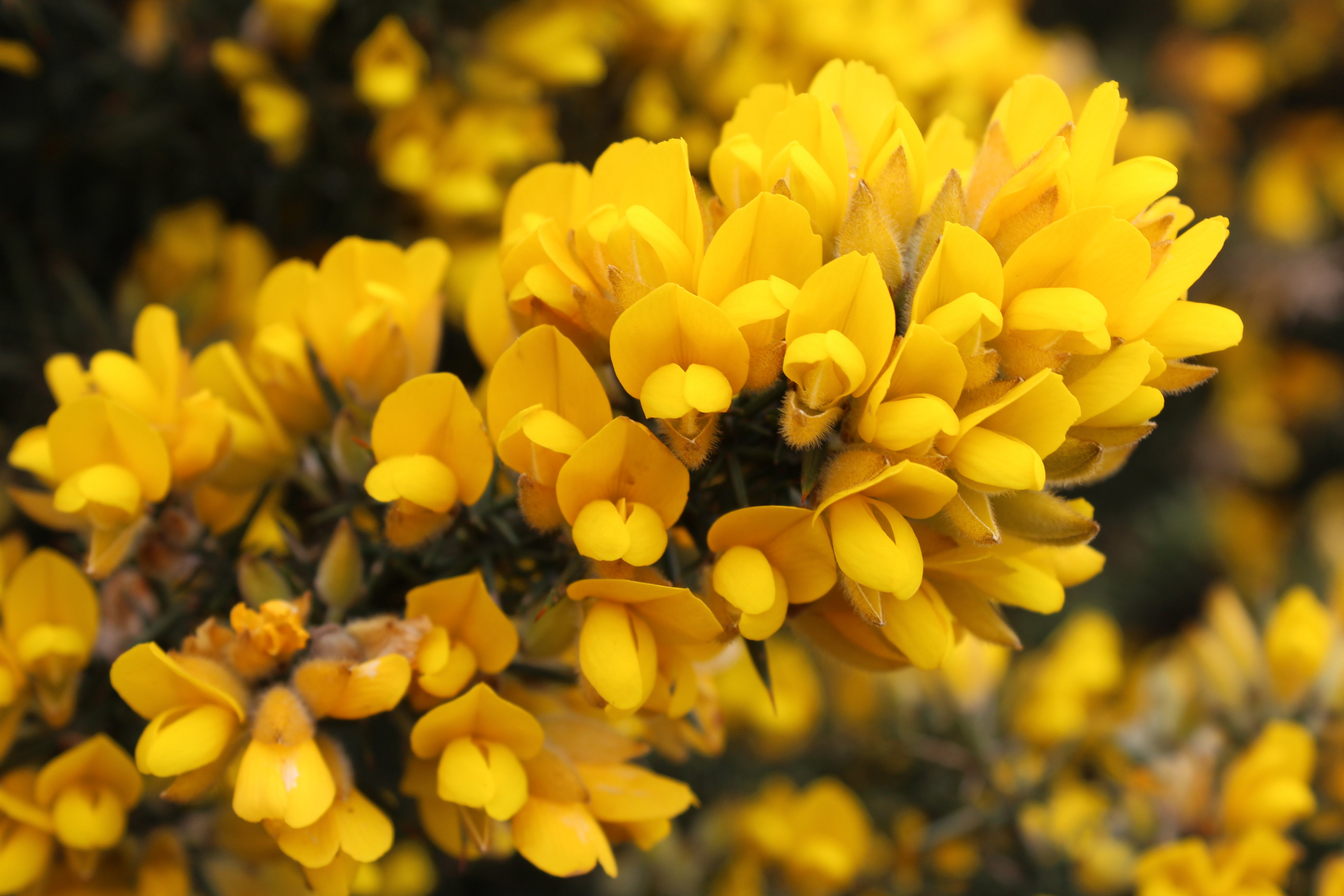

اولکس فرنگی (نام علمی: Ulex europaeus) گونه‌ای از گیاهان گلدار از تیره باقلاییان، بومی جزایر بریتانیا و اروپای غربی است.

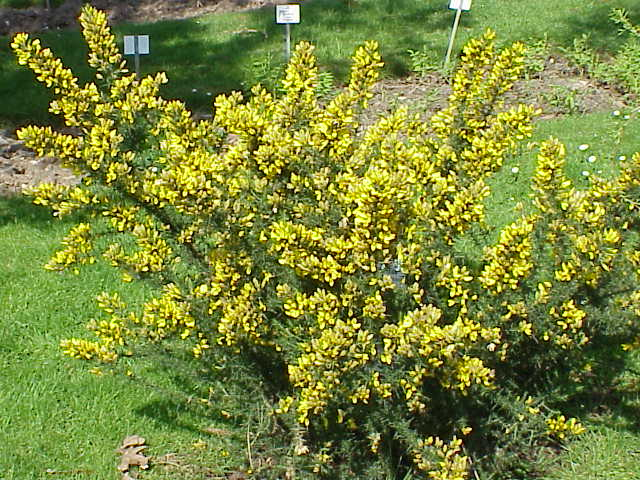

## توصیف
این گیاه تا ارتفاع ۲ الی ۳ متری رشد می‌کند و درختچه‌ای همیشه‌سبز است. رنگ ساقه‌های جوان، با جوانه‌ها و برگ‌هایی که به صورت خارهای سبزی درآمده‌اند، سبز است. نهال‌های جوان در چند ماه اول برگ‌هایی معمولی تولید می‌کنند، این برگ‌های سه‌گانه شبیه برگ یک شبدر کوچک هستند.